# Wilhelm Heinrich Wackenroder
Wilhelm Heinrich Wackenroder (Berlijn, 13 juli 1773 — aldaar, 13 december 1798) was een Duitse jurist en schrijver. Hij geldt als een van de allereerste schrijvers uit de Romantiek, ofschoon zijn oeuvre zeer beperkt is.

## Levensloop
Het korte leven van Wackenroder is nauw verbonden met dat van Ludwig Tieck, een andere wegbereider van de Romantiek, die een hechte vriend van hem was. Wackenroder was de zoon van een Berlijns jurist en groeide in een piëtistisch klimaat op. Hij leerde zijn beste vriend Tieck op school kennen. Wackenroder studeerde eerst een tijd in Göttingen, en Tieck in Halle an der Saale, maar in 1793 trokken ze samen naar Erlangen om er aan de universiteit te studeren. In dat jaar maakten ze rondreizen langs de steden in de buurt, zoals Neurenberg, Bayreuth en Bamberg. Deze plaatsen waren in de middeleeuwen belangrijke kunstcentra, en Wackenroder was zodanig onder de indruk van de oude Duitse meesters, dat hij een aantal baanbrekende ideeën over kunst, de natuur en godsdienst formuleerde.
In Dresden ontdekte hij de meesters van de Italiaanse renaissance; hij begon te werken aan een reeks essays over kunstenaars, die hij met poëtische bevlogenheden vervlocht. Samen met Tieck stelde hij een boek samen, Herzensergießungen eines kunstliebenden Klosterbruders, dat naast achttien kunstenaarsbiografieën eveneens novellen bevatte. Dit werk werd in 1797 anoniem gepubliceerd. Het is onduidelijk, welke stukken van Wackenroder zijn en welke van Tieck; na Wackenroders dood publiceerde Tieck een heruitgave met, naar hij beweerde, enkel teksten van zijn vriend.
Wackenroder had uitzonderlijke bewondering voor Albrecht Dürer: in 'Ehrengedächtnis unsers ehrwürdigen Ahnherrn Albrecht Dürers' zingt hij de lof van deze schilder. Dit paste in een hernieuwde interesse voor de Duitse middeleeuwen die rond 1800 ontstond. De ideeën van Wackenroder stonden aan de wieg van de vroege Romantiek, de beweging die ook wel de Romantiek van Jena wordt genoemd. Het was in essentie een afwijzing van de Weimarer Klassik en een reactie op Goethe. De logische, rationele taal van de Verlichting werd bewust vermeden. In het opstel 'Von zwei wunderbaren Sprachen und deren geheimnisvoller Kraft' stelt Wackenroder dat er twee soorten taal bestaan: de ene spreekt enkel God, en de andere wordt slechts door enkele uitverkoren mensen gesproken, met name respectievelijk de 'natuur' en de 'kunst'. Men merkt ook enige invloed van Herder. De inspiratie van Wackenroder is sterk religieus, en in het bijzonder katholiek: de gewaarwording van God zit in de kunst, en de kunstenaar beheerst de mogelijkheid om het goddelijke in het leven binnen te loodsen.
De laatste novelle uit het boek met Herzensergießungen is enigszins autobiografisch, 'Das merkwürdige Leben des Tonkünstlers Joseph Berglinger'. Hierin verduidelijkt Wackenroder dat de hoogste kunst in wezen de muziek is. Deze novelle kreeg veel navolging bij latere schrijvers. Het romantische verlangen om de schoonheid als het ware te kunnen leven, stuit hier node op de grenzen van het mogelijke, met ontnuchtering tot gevolg. In Wackenroders tweede boek, Phantasien über die Kunst, gaat hij verder in op de rol van de muziek als poort naar de schoonheid. De strakke mystieke verwevenheid van de kunst, die door Wackenroder ontwikkeld was, vormde in de loop van de 19de eeuw de kern van de opvattingen der Nazareners.
Wanneer we Wackenroders enthousiasme met dat Goethe vergelijken, zien we dat de breuk met de klassieke periode niet zo abrupt was als ze vaak wordt voorgesteld: de sentimentaliteit van de Sturm und Drang, waaraan ook Goethe schatplichtig was, wordt in de Romantiek evenwel sterker doorgedreven en verwordt tot de essentie van het leven als dusdanig. In die zin was Wackenroder een van de eersten die de artistieke ervaring een onvoorwaardelijk centrale plaats gaven. Zijn taalgebruik wordt dan ook gekenmerkt door een overvloedig gebruik van termen als 'geheim', 'passie' en 'wonder'. Wackenroders authenticiteit maakte hem tot een spilfiguur van de vroege Romantiek.

## Werken
- 1797 Herzensergießungen eines kunstliebenden Klosterbruders (met Ludwig Tieck)
- 1799 Phantasien über die Kunst, für Freunde der Kunst

- Bibsys: 90184680
- Biblioteca Nacional de España: XX1485333
- Bibliothèque nationale de France: cb123881344 (data)
- CiNii: DA0052085X
- Gemeinsame Normdatei: 118628097
- International Standard Name Identifier: 0000 0001 0902 3987
- Library of Congress Control Number: n83300732
- Nationale Bibliotheek van Letland: 000055303
- Bibliotheek van het Japanse parlement: 00527095
- Nationale Bibliotheek van Tsjechië: kup19980000109300
- Nationale bibliotheek van Australië: 35585512
- Nationale Bibliotheek van Israël: 987007269626705171
- Nationale Bibliotheek van Polen: a0000001668575
- Nationale en Universitaire bibliotheek Zagreb: 000077376
- Nederlandse Thesaurus van Auteursnamen: 069981108
- Réseau des bibliothèques de Suisse occidentale: 02-A003952244
- RKD-Nederlands Instituut voor Kunstgeschiedenis: 329302
- Istituto Centrale per il Catalogo Unico: RAVV030037
- LIBRIS: 245098
- Système universitaire de documentation: 032956304
- Trove: 1004479
- Union List of Artist Names: 500327830
- Virtual International Authority File: 54230543
- WorldCat: E39PBJrKQ7vryMtqkFgYDx83cP